# Luis Quiñones de Benavente
Luis Quiñones de Benavente (Toledo, 3 settembre 1581 – Madrid, 25 agosto 1651) è stato un poeta, drammaturgo e presbitero spagnolo.

## Biografia
Quiñones de Benavente lavorò prevalentemente a Madrid, presso la corte di Filippo IV di Spagna, divenendo praticamente l'impresario oltre che regista del teatro di corte, per il quale scrisse i suoi celebri Intermezzi, accanto a scrittori del calibro di Lope de Vega, con il quale strinse una grande amicizia, che invece si dedicarono alle commedie e ai drammi.
Sembra che Quiñones de Benavente realizzò nell'arco della sua carriera circa 900 Intermezzi, anche se ne furono pubblicati solamente 48.
Anche se risultarono un po' meno originali degli Intermezzi del Miguel de Cervantes, quelli realizzati da Quiñones de Benavente si dimostrarono un po' più 'teatrali', caratterizzandosi per la freschezza, l'abilità comica, la musicalità, tanto è vero che sia la musica sia la danza ebbero un ruolo centrale in queste opere.
Tra gli Intermezzi si possono menzionare: La paga del mundo; Turruda; Elguardainfante; La Muerte; El Tiempo; El murador; Los coches; La capeadora; Los cuatro galantes; El talego-niño; El remediador; El marido flemático; El retablo de las maravillas; El borracho.
Alcune di queste opere erano scritte su misura per l'attore Juan Rana; comunque restano come modelli di un genere considerato minore dai critici letterari, in quanto era utilizzato come riempitivo fra un atto e l'altro di un dramma o di una commedia, ma che grazie al talento di Quiñones de Benavente diventano opere autonome e quasi alla pari dei generi più celebrati del secolo d'oro letterario spagnolo.

## Opere
- La paga del mundo;
- Turruda;
- Elguardainfante;
- La Muerte;
- El Tiempo;
- El murador;
- Los coches;
- La capeadora;
- Los cuatro galantes;
- El talego-niño;
- El remediador;
- El marido flemático;
- El retablo de las maravillas;
- El borracho.